# Друг мій, Колька!
«Друг мій, Колька!..» — радянська кінодрама про школу, екранізація однойменної п'єси О. Хмелика. Прем'єра відбулася 13 травня 1961 року. За 1961 рік фільм переглянуло 23,8 млн глядачів (19-е місце).

## Сюжет
У школі, де старшою піонервожатою працює Лідія Михайлівна, зовні все благополучно. Але за акуратно складеними планами ховається формалізм, байдужість і нудьга. Самій Лідії Михайлівні її робота набридла, дітей вона не любить, благоволить тільки до кар'єристів і підлабузників. В цей час місцева автобаза направляє до підшефної школи загоновим піонервожатим свого шофера Сергія Руденка, розумного і чесного хлопця. Він швидко розуміє: дітям нудно в школі, їх не захоплює піонерська робота. Не знаходячи собі застосування, хлопці об'єднуються навколо Кольки Снєгірьова і в знак протесту створюють підпільну організацію ТСТР (Таємне суспільство трієчників) під девізом: «Допомагати скривдженим і слабким, мстити зубрилам і вискочкам». Але, як то кажуть, немає нічого таємного, що не стало б явним: про створення цієї «підпільної організації» стає відомо, і старша піонервожата починає розслідування. А тим часом новий піонервожатий за допомогою школярів починає ремонт подарованого автобазою старого автомобіля, на якому пізніше весь клас збирається відправитися в подорож по Кавказу. Хлопці, включаючи і членів «таємного товариства», тягнуться до живого діла, але старша піонервожата, яка не сприймає ніяких змін, гне свою лінію. У школі назріває серйозний конфлікт.

## У ролях
- Олександр Кобозєв — Колька Снєгірьов
- Анна Родіонова — Маша Канарейкіна
- Олексій Борзунов — Юра Устинов, голова ради загону
- Віктор Онучак — Федя Дранкін
- Тетяна Кузнецова — Клава Огородникова
- Анатолій Кузнецов — Сергій Руденко, піонервожатий
- Антоніна Дмитрієва — Лідія Михайлівна Іванова, старша піонервожата
- Віталій Ованесов — Валерій Новіков, голова ради дружини
- Савелій Крамаров — Вовка Піменов (Пімен), хуліган
- Борис Новиков — Кузьма Михайлович (Кузя), секретар комсомольської організації
- Людмила Чернишова — Ніна Олександрівна Новикова, голова батьківського комітету
- Ігор Косухін — Ісаєв, хуліган
- Світлана Харитонова — Євгенія Петрівна, вчителька
- Юрій Нікулін — Вася, шофер автобази
- Євген Тетерін — Федір Федорович, директор школи
- Анатолій Єлісєєв — «Абажур», кримінальник
- Олександра Данилова — Зіночка, диспетчерка автобази

## Знімальна група
- Автори сценарію:  Олександр Хмелик,  Сергій Єрмолинський
- Режисери:  Олексій Салтиков,  Олександр Мітта
- Оператор: Віктор Масленников
- Художник: Олександр Жарєнов
- Композитор:  Лев Шварц (текст пісень Булата Окуджави)